# Iglesia bosnia
La Iglesia de Bosnia (en bosnio, Crkva Bosanska; en latín, Ecclesia bosniensis) era una rama local del bogomilismo que existió en la Bosnia medieval. Sus miembros se llamaban a sí mismos simplemente hrstjani (cristianos) o dobri bošnjani (buenos bosnios). La organización de la Iglesia y su credo exacto son poco conocidos, ya que pocos o ninguno de los registros fueron dejados por miembros de la iglesia, siendo conocida sobre todo a partir de fuentes externas, principalmente católicas.

## Historia
La evangelización de los eslavos balcánicos comenzó en el siglo IX por parte de misioneros italianos y bizantinos; así, los eslavos búlgaros, macedonios y serbios recibieron el influjo bizantino siendo convertidos al cristianismo ortodoxo, mientras que los eslovenos y los croatas, por influencia de Roma, fueron convertidos al catolicismo. Concretamente la conversión de los croatas presentó mayores dificultades, ya que en gran medida se negaban a abandonar su fe eslava; probablemente esto se debiera a que la adopción del cristianismo les obligaría a abandonar la práctica de la piratería por el mar Mediterráneo, actividad que les reportaba grandes beneficios; de hecho el área de la cuenca del río Neretva fue conocida en la época con el nombre de Pagania. Sin embargo poco a poco el pueblo fue abandonando sus prácticas paganas y convirtiéndose al catolicismo.
Por aquel entonces la región de Bosnia, debido a su carácter eminentemente montañoso, contaba con poca población, la cual era tanto ortodoxa como católica. A finales del siglo IX o principios del siglo X, la herejía bogomila encontró una gran difusión entre los católicos de Bosnia, los cuales acabaron abandonando el catolicismo y adoptando el nuevo credo bogomilo, que se convirtió en credo oficial bajo el nombre de la Iglesia de Bosnia; el centro religioso de este nuevo credo fue la ciudad de Visoko. En adelante las diferencias entre Bosnia y el resto de la región se irían acrecentando debido a la división religiosa, hasta que Bosnia se convierte en banato independiente a mediados del siglo XII. Así, en la Bosnia medieval coexistían, no sin cierta incomodidad, el bogomilismo y el catolicismo; concretamente buena parte de la alta nobleza bosnia así como importantes miembros de la realeza profesaron el catolicismo principalmente por conveniencia, ya que así se aseguraban la alianza de los reinos cristianos católicos de Europa.
Aunque realmente no se tenían muy claros los vínculos entre el bogomilismo y la Iglesia Bosnia, desde el mundo católico se acusó a esta última de estar relacionada con el bogomilismo. La Inquisición informó, a finales del siglo XV, sobre una secta dualista en Bosnia y calificó a sus seguidores de herejes, aunque según algunos estudiosos no se trataba de la Iglesia Bosnia. Sea como fuere, la Iglesia Bosnia sufrió una fuerte persecución por parte del mundo católico, hasta el punto de que hay quien cree que a mediados del siglo XV, poco antes de la invasión otomana, la mayoría de los bogomilos bosnios ya se habían reconvertido al catolicismo. Sea verdad o no, lo cierto es que tras la invasión y conquista de 1463 los otomanos establecieron un gravoso impuesto para la población no musulmana llamado harač, lo cual acabó definitivamente con el bogomilismo ya que la gran mayoría de los bosnios se convirtieron al islam para burlar el harač.

## Características

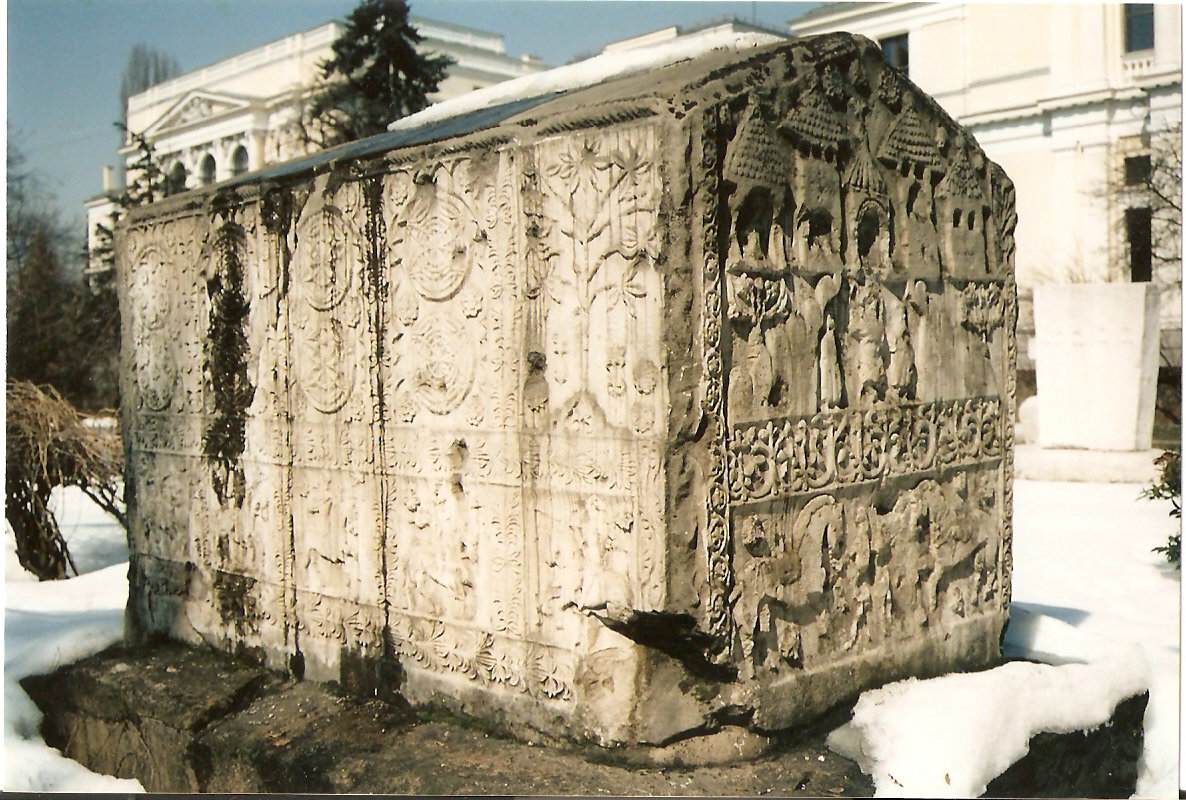
Stećak frente al Museo Nacional de Bosnia-Herzegovina.

En la Iglesia Bosnia se utilizaba la lengua eslava en la liturgia. La cabeza visible de la Iglesia era un obispo llamado djed ("abuelo") que tenía a su cargo un consejo de doce eclesiásticos llamados strojnici. Así mismo el culto bosnio contaba con monasterios propios que recibían el nombre de hiža ("casa") cuyos abadeses priores eran conocidos como gost ("huésped"). No existían sacerdotes. El componente eclesiástico se limitaba, aparte de al mencionado djed y sus strojnici, a los monjes de los monasterios; prácticamente el único servicio religioso que éstos otorgaban a la población secular consistía en presidir los entierros. Los creyentes rezaban generalmente en sus propias casas, sin misas ni nada parecido.
La Iglesia Bosnia no participó demasiado en cuestiones políticas ya que la élite estatal bosnia era generalmente católica; la única excepción notable la marca el rey Stjepan Ostoja, el cual era cristiano bosnio y que de hecho entre 1403 y 1405 tuvo a un djed como consejero en la corte.
Las monumentales tumbas medievales repartidas a lo largo de Bosnia-Herzegovina que reciben el nombre de stećci en singular y stećak en plural son asociadas con la Iglesia Bosnia.